# 金子美保
金子 美保（かねこ みほ、 1981年3月16日 - ）は、日本の元タレント・モデル。現在はスポーツインストラクター。

## 人物
- 愛知県名古屋市生まれで、大阪府枚方市、広島市育ち。
- 大阪信愛女学院高等部、神戸女学院大学卒業。血液型B型。
- 芸能活動当時の身長は167cm、スリーサイズはB83、W57、H87。
- 趣味：ヴァイオリン。
- 特技：華道（小原流師範）、クラシックバレエ。
- 姉が1人いる[4]。

## 経歴
- 1999年:ミス神戸女学院、'99 ミスキャンパスKansaiグランプリ、ミスオールキャンパスグランプリ
- 2000年:海のプリンセス、ホリプロタレントスカウトキャラバンファイナリスト等
- 2001年:テイジン水着キャンペーンガール。
- 2002年:キリンビールキャンペールガールに抜擢。いくつかのドラマ、バラエティー番組に出演。
- ミスユニバースジャパンファイナリストになる。
- その後、ピラティスの指導員の資格を取得しインストラクターに転身。
- 2008年6月3日:俳優の金子貴俊と結婚。同年12月18日に第1子（長男）を、2012年12月4日に第2子（長女[5]）を出産した。

## 主な出演・出版履歴

### テレビ
西村美保名義
- 筋肉番付（TBSテレビ系）
- ベリグ!（2001年-2002年、朝日放送）
- ウッチャンナンチャンの炎のチャレンジャーこれができたら100万円!!（2001年、テレビ朝日）
- GTに行こう（2001年、テレビ東京系）
- 紳助の人間マンダラ（2001年、2002年、関西テレビ）
- i-SPORTS サッカーコーナー（2002年-2003年、BS-TBS）
- アジア大会2002釜山 司会（2002年、BS-TBS）
- SASUKE（2002年-2003年、TBS）
- KUNOICHI（2003年、TBS）
- NHK上方漫才コンテスト総合司会（2002年、NHK）
- 連続テレビ小説 ほんまもん（2002年、NHK）
- 壁ぎわ税務官（2002年、フジテレビ）
- クイズ!ヘキサゴン（2003年、フジテレビ）
- BBL WORLD（2003年、スペースシャワーTV）

金子美保名義
- 愛の修羅バラ!（2009年、読売テレビ）
- 踊る踊る踊る!さんま御殿!!赤面夫婦の秘密乱れ咲き!友情炸裂スペシャル!! （2010年10月5日、日本テレビ）
- メレンゲの気持ち（2010年12月11日、日本テレビ、金子貴俊との共演）
- Oh!どや顔サミット（2012年3月30日、朝日放送、金子貴俊との共演）
- たけしの健康エンターテインメント!みんなの家庭の医学（2012年5月22日、朝日放送、金子貴俊との共演）

### 映画
- ウルトラマンコスモス2 THE BLUE PLANET（2002年） 川瀬マリ役
- ウルトラマンコスモスVSウルトラマンジャスティス THE FINAL BATTLE（2003年） 川瀬マリ役

### CM
- プロトコーポレーション:VEE TRAVEL（2003年）

### 舞台
- マッスルミュージカル

### ラジオ
- キャンパスネット24（1999年、TBSラジオ）

### ビデオ
- water color（2001年、バウハウス）
- Double Faced（2003年、ジェネオン エンタテインメント）

### 写真集
- mermaid（2001年、フォーブリック） ISBN 4-89461-631-9